# Salix turanica
Espèce
Salix turanica est une espèce de plantes à fleurs de la famille des Salicaceae. C'est un saule à feuillage gris originaire de l'Asie centrale,,.

## Synonymie
- Salix. songarica Andersson[4].
- Alexey Skvortsov indique que  les espèces du saule des lapons, Salix lapponum, Linnaeus, originaires d'Europe et du nord-ouest asiatique sont des spécimens mal identifiés de Salix turanica, par Flora Xizang[4].

## Description
Salix turanica est un arbuste à feuilles caduques, atteignant une hauteur de 3 m dans son milieu naturel.
Les rameaux sont de brun jaunâtre à tomenteux blanc grisâtre. Le pétiole mesure de 2 à 5 mm, il est tomenteux. Le limbe est largement lancéolé, oblong ou ovale-oblong, de 4,5 à 14 × 1 à 3 cm, soyeux argenté |abaxialement terne, adaxialement vert, vert sale ou grisâtre, tomenteux, à la base largement cunéiforme. La marge est entière ou sinueuse, révolutée, avec un apex acuminé. Les nervures sont brunes, divergeant de la nervure médiane à angle obtus. La floraison est précoce et cotonneuse.
Le chaton mâle, de  2 à 4 cm, est sessile. Le  rachis porte des villosités. Il comporte des bractées brunes, presque noires, oblongues, à sommet obtus ou aigu. La fleur mâle porte une glande adaxiale linéaire, de 0,5 à 1,5 mm. Les deux étamines sont libres, glabres. Le chaton femelle, de 3 à 4 cm, est allongé. La fleur femelle est longue, avec un ovaire conique, de 5 à 6 mm, densément tomenteux, gris, sessile. Le style mesure de 0,8 à 1,5 mm, il est plus long que la stigmatisation. La floraison a lieu en avril, la fructification en mai.
Chromosomie : 2n = 38.

## Répartition et habitat
L'espèce se rencontre le long des rivières, dans le Xinjiang (Ili Il vallée), en Afghanistan, au nord-ouest de l'Inde, au Kazakhstan, au Kirghizistan, en Mongolie, au Pakistan et au Tadjikistan.